# 國家肖像美術館
澳洲國家肖像美術館（The National Portrait Gallery of Australia），是由澳洲聯邦政府成立的公共美術館，位於澳洲首都特區坎培拉，鄰近澳洲高等法院與澳洲國立美術館。創立於1998年，但主建築直至2008年底才正式啟用開館。在主建築完工開館前，館藏曾一度暫存於舊國會大廈。

## 外部連結
- 國家肖像美術館

35°18′00″S 149°08′02″E / 35.3°S 149.1339°E